# Білоусівська сільська рада (Чорнухинський район)
Білоусівська сільська рада — орган місцевого самоврядування у Чорнухинському районі Полтавської області з центром у c. Білоусівка.
Населення — 592 особи.

## Населені пункти
Сільраді підпорядковані населені пункти:
- c. Білоусівка
- с. Синяківщина
- с. Суха Лохвиця